# Saison 2009 des Diamondbacks de l'Arizona
La saison 2009 des Diamondbacks de l'Arizona est la 12e saison en Ligue majeure pour cette franchise.

## Intersaison

### Arrivées
- Jon Garland, lanceur partant en provence des Angels de Los Angeles.
- Scott Schoeneweis, lanceur de relève en provenance des Mets de New York.
- Tom Gordon, lanceur de relève en provenance des Phillies de Philadelphie.
- Bobby Korecky, lanceur de relève en provenance des Twins du Minnesota.
- Felipe López, joueur de champ intérieur en provenance des Cardinals de Saint-Louis.
- Ryan Roberts, joueur de deuxième but en provenance des Rangers du Texas.

### Cactus League
Basés au Tucson Electric Park à Tucson en Arizona, le programme des Diamondbacks comprend 36 matches de pré-saison entre le 25 février et le 4 avril.
En excluant les deux rencontres face à l'équipe du Mexique (défaite 4-19 et victoire 4-2), les Diamondbacks affichent un bilan de pré-saison de 11 victoires pour 23 défaites, soit la 13e performance sur 14 en Cactus League et la 15e sur 16 pour une franchise de la Ligue nationale.

## Saison régulière

### Classement
| Ligue nationale (Division Ouest) | V  | D  | %    | GB |
| -------------------------------- | -- | -- | ---- | -- |
| Dodgers de Los Angeles           | 95 | 67 | .586 | -- |
| Rockies du Colorado              | 92 | 70 | .568 | 3  |
| Giants de San Francisco          | 88 | 74 | .543 | 7  |
| Padres de San Diego              | 75 | 87 | .463 | 20 |
| Diamondbacks de l'Arizona        | 70 | 92 | .432 | 25 |

### Résultats

#### Mai
Bob Melvin, en poste depuis 2005 chez les Diamondbacks de l'Arizona, est remplacé par A. J. Hinch le 8 mai à la suite du début de saison décevant des D-backs (12 victoires pour 17 défaites).